# Cyril Briggs
Cyril Briggs född 28 maj 1888, död 18 oktober 1966, var en afroamerikansk separatist och kommunistisk politiker.
Briggs föddes på den karibiska ön Nevis och flyttade till Harlem, New York 1905. 1917 grundade han African Blood Brotherhood (ABB), en organisation som stred för de svartas rättigheter i USA. 1921 blev Briggs medlem Communist Party USA och hans ABB blev en del av den kommunistiska rörelsen.